# Orokamono wa aka o kirau
Orokamono wa aka o kirau (愚か者は赤を嫌う? conosciuto anche col nome inglese di Red Blinds the Foolish) è una collezione di oneshot yaoi, dell'autrice Est Em. Il manga, pubblicato inizialmente nel 2008 dalla casa editrice Ohzora Shuppan, è stato ristampato nel 2012 dalla casa editrice Shogakukan.

## Trama

### Red Blinds the Foolish[1]
Rafita è un giovane matador al massimo del successo. Amato dalle folle per la sua temerarietà e soprannominato "il Rosso" per il costume sgargiante, si vanta, fin dalla sua prima corrida all'età di dodici anni, di non aver alcuna paura dei tori. Innamoratosi però di Mauro, il macellaio della ditta che si occupa di smaltire le carcasse dei tori uccisi dai toreadores, Rafita perde la sicurezza con la quale aveva da sempre caratterizzato le sue esibizioni. 
Un sogno ricorrente lo perseguita: uccidere in una corrida Mauro, trasformatosi in toro. Incapace di sopportare oltre il peso che lo affligge, decide di parlarne col compagno, che, fattosi raccontare il sogno, gli augura di riuscire ad uccidere qualsiasi toro, anche la proiezione taurina di se stesso, che sembra popolare i sogni del compagno. Ripresosi, Rafita torna a calcare il ruedo, ma durante la corrida il toro lo ferisce. Ormai in pace con se stesso, il torero porta in campagna il compagno Mauro, dove assiste al parto del bestiame di proprietà di Rafita. Nel pascolo della tenuta, all'alba e senza alcuna presenza umana, i due compagni rimangono a fissare lo spettacolo de sole nascente sopra i tori e le vacche pascolanti.

### Il cadavere della tavola rotonda
La famiglia di Mauro sta affrontando un periodo di ristrettezze economiche, perciò la madre del ragazzo, a malincuore, chiede al figlio di lasciare temporaneamente gli studi per trovare un lavoro con cui contribuire al bilancio familiare. Attraverso alcune conoscenze, la donna gli trova un posto in una macelleria incaricata del macello dei tori uccisi durante le corride. Mauro, incontratosi col proprio ragazzo per parlargliene, scopre che questi lo ha tradito con un professore, pur di passare un esame universitario; amareggiato se ne torna solo a casa, ma durante il tragitto si imbatte in un borseggiatore e, tentando di recuperare la borsa sottratta ad una donna, viene malmenato e gravemente ferito. Svegliatosi all'ospedale, matura la decisione di iniziare a lavorare. Il primo giorno di lavoro, i ricordi del passato gli fanno tornare in mente di essere in quel mattatoio, accompagnato dal padre, fan sfegatato della corrida al punto di giocare sempre con un Mauro bambino al matador contro un toro bambino. Ripensando al genitore e al gioco, Mauro pensa con amara ironia che fare il morto è stato per lui un divertimento.

### Baby, batti i piedi
Sean è un artigiano ideatore di calzature e feticista. A letto ama far indossare al suo compagno le scarpe che lui stesso ha ideato. Un giorno, aiutando Roy a riordinare casa, si imbatte in un paio di scarpe rosse col tacco, da donna, nascoste in fondo all'armadio. Subito sospettoso, indaga sul modello e sulla possibile proprietaria, ma quando chiede a Roy a chi appartengano, questi gli confessa che sono sue. Roy, infatti, fin dall'adolescenza ha avuto un debole per le scarpe da donna, e, dopo aver a lungo supplicato sua madre, riesce a farsene regalare un paio. Una volta cresciuto ha dovuto abbandonare quel paio, ma essendoci ormai affezionato non è riuscito a liberarsene rinunciando, a causa dell'imbarazzo, a comprasene altre simili. Messo a conoscenza di questa intima confessione, Sean decide di fabbricargliene un paio su misura. Giorni dopo, a casa di Roy arriva un pacco con una sorpresa: scarpe rosse col tacco, da uomo.

### Tempo extra
Oscar Ventura è il fratello ultrà di una giovane promessa in ambito calcistico. Fanatico dello sport fino a rimanere spesso coinvolto in risse fra tifosi di squadre avversarie, un giorno - mentre sta smaltendo la propria rabbia al bar - si imbatte nello stesso poliziotto con cui si è scontrato allo stadio. Presagendo una rissa, il barista lascia ai due un pallone, suggerendo di regolare i conti con una partita: ormai fuori, il poliziotto - con grande meraviglia di Oscar - bacia l'ultrà, affermando di aver sistemato così la faccenda. Dopo poco tempo i due si incontrano nuovamente allo stadio, durante la partita del fratello di Oscar, quest'ultimo, dopo un goal segnato dal fratello, bacia sull'onda dell'euforia il poliziotto e questi, portato Oscar nei bagni, propone all'altro di fare sesso. A questo punto Oscar, in imbarazzo, rifiuta negando di essere omosessuale e lamentandosi del fatto che sorvegliando lo stadio non ci si possa godere la partita, propone al giovane poliziotto di accettare una maglia firmata dall'asso del pallone Miguel Ventura.

### Lumiere
Jean lavora come badante ed assistente presso un anziano che, messosi d'accordo col giovane, detta al ragazzo il romanzo che intende pubblicare. La storia riguarda la difficile ed intensa relazione fra un coreografo ed un eccellente ballerino; i due lavorano con dedizione, nonostante le incomprensioni, per portare in scena un grande spettacolo. La storia del vecchio appassiona molto Jean, che, legato anch'egli ad un ballerino, si sente trasportato dal racconto e si augura, via via che il lavoro procede, termini con un lieto fine. Eppure, il finale presenta amare sorprese: l'anziano scrittore termina il romanzo con la separazione dei due; il giorno del debutto il ballerino scompare e solo il coreografo rimane sul palco, solo. Rimane solamente il titolo da dare all'opera ormai terminata, e ad un Jean deluso il vecchio detta: "Lumiere".

## Manga
| 1 | 31 gennaio 2008 30 marzo 2012 | ISBN 978-4-7767-9434-9 (Ohzora Shuppan) ISBN 978-4-09-188578-4 (Shogakukan) |
| 1 | Capitoli - Red Blinds the Foolish (episode 1-3) - Corpse of the Round Table - BABY, STAMP YOUR FOOT - Tiempos Extra - Lumiere - Afterword |                                                                             |